# بادام‌زار (بخش مرکزی ایذه)
بادام‌زار یک منطقهٔ مسکونی در ایران است که در دهستان پیان شهرستان ایذه استان خوزستان واقع شده‌است. بادام‌زار ۱۴۰ نفر جمعیت دارد.